# Gun Crazy
Gun Crazy is een Amerikaanse film noir uit 1950 onder regie van Joseph H. Lewis. In Nederland werd de film destijds uitgebracht onder de titel De man die geen killer wilde zijn.

## Verhaal
Na zijn legerdienst gaat de wapengek Bart Tare met vrienden naar de kermis. Bij een schietattractie leert hij Annie Laurie Starr kennen. Hij mag deelnemen aan het scherpschuttersnummertje van Annie. Ze worden verliefd op elkaar. Annie verlaat de attractie en trouwt met Bart, maar ze krijgt al vlug spijt van haar beslissing.

## Rolverdeling
| Acteur           | Personage              |
| ---------------- | ---------------------- |
| Peggy Cummins    | Annie Laurie Starr     |
| John Dall        | Barton Tare            |
| Berry Kroeger    | Packett                |
| Morris Carnovsky | Rechter Willoughby     |
| Anabel Shaw      | Ruby Tare Flagler      |
| Harry Lewis      | Hulpsheriff Boston     |
| Nedrick Young    | Dave Allister          |
| Trevor Bardette  | Sheriff Boston         |
| Mickey Little    | Bart Tare (7 jaar)     |
| Russ Tamblyn     | Bart Tare (14 jaar)    |
| Paul Frison      | Clyde Boston (14 jaar) |
| David Bair       | Dave Allister (7 jaar) |
| Stanley Prager   | Bluey-Bluey            |
| Virginia Farmer  | Juffrouw Wynn          |
| Anne O'Neal      | Augustine Sifert       |